# Blasto (videogioco)
Blasto è uno sparatutto in terza persona platform sviluppato dalla Sony Interactive Studios America e pubblicato dalla Sony Computer Entertainment per la PlayStation nel 1998.

## Trama
Fuggito dalla Quinta Dimensione, il diabolico tiranno alieno di nome Bosc inizia a conquistare il pianeta Urano, che intende usare come trampolino di lancio per invadere e distruggere il pianeta Terra, intanto che manda il suo esercito al duplice scopo di conquistare l'intero sistema solare e rapire tutte le Donne Spaziali per tutta la galassia. A fermarlo interviene Capitan Blasto, un terrestre muscoloso e anche stupido...

## Modalità di gioco
Il gioco è uno sparatutto in terza persona in stile platform, e possiede numerosi elementi tra i quali alcune sezioni tridimensionali rotanti. Gli enigmi del gioco tendono a limitarsi alla semplice "ricerca di un interruttore", ma sono presenti elementi che richiedono l'uso delle varie armi in certe situazioni; queste stesse armi si usano effettivamente contro i nemici, alieni che si teletrasportano intorno al giocatore.
Blasto è uno dei pochi videogiochi per la PlayStation a usare entrambe le levette: quella sinistra muove il personaggio, mentre quella destra permette di correggere la mira delle armi.

## Sviluppo
Dopo che il suo sviluppo è iniziato nel 1995, Blasto è stato annunciato nel giugno 1997 all'Electronic Entertainment Expo. In seguito, la data d'uscita è stata spostata nel primo quarto del 1998, senza alcun motivo specificato dalla Sony. Il gioco non possiede alcuna grafica presente nelle librerie grafiche della PlayStation, e usa al loro posto degli oggetti personalizzati e una programmazione di basso livello atta a portare nel gioco dei modelli costruiti nel programma Alias.
Era stata annunciata, tramite un promo video incluso nel Dengeki PlayStation D14, anche una versione giapponese del gioco, dal nome Captain Blasto (キャプテンブラスト?, Kyaputen Burasuto), cancellata però per ragioni ignote.
La versione europea PAL presenta un terzo livello cambiato rispetto all'originale, rimosso per via dei limiti di spazio in quanto tale versione includeva varie lingue, tra cui quella italiana.

## Doppiaggio
| Personaggio        | Doppiatore originale | Doppiatore italiano |
| ------------------ | -------------------- | ------------------- |
| Capitan Blasto     | Phil Hartman         | Alessandro Ricci    |
| Ammiraglio Bigshot | Ken Grantham         |                     |
| Bosc               | Dan Mueller          | Massimo Marinoni    |